# Antônio da Rocha Pita Argolo
Antônio Bernardino da Rocha Pita e Argolo, 1.º barão, visconde com grandeza e conde do Passé, (Bahia, 1793 — Bahia, 8 de fevereiro de 1877) foi um nobre brasileiro, tendo prestado valiosos serviços na campanha da Independência do Brasil.

## Biografia
O 1.º e único conde de Passé era filho de Francisco António de Argollo e Queiroz, fidalgo da Casa Real (12 de Junho de 1780), tenente-coronel do Regimento da Bahia, etc., e neto paterno de Paulo de Argollo e Gusmão, também fidalgo da Casa Real (24 de Março de 1711), vereador do Senado da Câmara da Bahia, alferes do Regimento da Baía, familiar do Santo Ofício (2 de Janeiro de 1771), etc., todos abastados proprietários da região, e descendente por varonia de Rodrigo de Argollo, o qual D. João III nomeou a 16 de Janeiro de 1549 1º provedor da Fazenda Real do Brasil, bem assim como 1º provedor (proprietário) da Alfândega e Defuntos da capitania da Bahia, para onde ele veio com sua mulher e filhos.
Antônio Bernardino de Argollo da Rocha Pitta casou a 2 de Fevereiro de 1831 com sua prima-direita D. Maria Luísa da Rocha Pitta Moniz Barreto, baptizada a 10 de Abril de 1810 e falecida a 26 de Fevereiro de 1838, antes das concessões dos títulos a seu marido, filha do brigadeiro Jerónimo Moniz Fiuza Barreto.
Deste casamento nasceram dois filhos: 
- Francisco António Rocha Pita e Argolo, 2º barão (2 de Junho de 1862) e 2º visconde de Passé (17 de Maio de 1871), nascido a 12 de Dezembro de 1831 em Salvador da Bahia e falecido a 22 de Novembro de 1871 no seu engenho Cobé (Bahia), devido à explosão de uma caldeira, antes de seu pai, de quem tinha recebido os títulos, primeiro de barão e depois de visconde, após este passar a conde. Casou a 2 de Junho de 1866 com D. Maria José da Conceição Martins, falecida a 5 de Janeiro de 1893, filha dos viscondes de São Lourenço, sem geração.
- D. Antônia Tereza de Sá Pitta e Argollo, baronesa de Cotegipe, nascida a 16 de Janeiro de 1834 em Passé e falecida a 22 de Setembro de 1871. Casou com João Maurício Wanderley, barão de Cotejipe.

Foi comandante da Guarda Nacional e condecorado com a medalha da Restauração da Bahia, tendo prestado valiosos serviços na campanha da Independência e na revolta da Sabinada. Durante a campanha do Paraguai, organizou e manteve um batalhão de guardas nacionais para o policiamento da capital da província da Bahia. Foi senhor de dez engenhos de açúcar e de grandes fazendas de criação no interior da Bahia, sendo ainda abastado proprietário na cidade de Salvador e considerado ao seu tempo o homem mais rico do Recôncavo.

## Títulos e Honras
Foi feito;
- 11 de setembro de 1843; Barão de Passé

- 21 de dezembro de 1854; Visconde de Passé

- 14 de março de 1860; Conde de Passé

### Honras
Grande do Império e veador de Sua Majestade a imperatriz, comendador da Imperial Ordem de Cristo e dignitário da Imperial Ordem da Rosa.